# Lego Disney
Lego Disney est une gamme du jeu de construction Lego centrée autour de films de Disney diffusée depuis 2016. Originellement centrée sur les princesses Disney avec Lego Disney Princess, la gamme a été élargie sous le nom de Disney. Elle s'intéresse ainsi à un public plus « masculin » avec des sets inspirés, par exemple, du film Pirates des Caraïbes : La Vengeance de Salazar de Joachim Rønning et Espen Sandberg.
Certains de ces sets appartiennent également et principalement à la gamme Juniors, gamme dont le but est de permettre à l'enfant de passer des Duplo aux System (jeu et briques classiques).

## Historique
Le 29 mars 2016, Lego présente une série de 18 mini-figurines de personnages Disney (sous les gammes Minifigures et Disney), prolongeant un contrat initié en 2000 et qui s'ajoutent aux princesses, aux super-héros de Marvel et aux personnages de Star Wars,,.
Le 9 juillet 2016, Lego dévoile une boite exclusive de la série Lego Disney contenant une réplique du Château de Cendrillon de 4 000 briques et cinq mini figurines de Mickey, Minnie, Donald, Daisy et la Fée Clochette,,.
Le 24 février 2017, lors du Salon du jouet de New York, Lego présente de nombreux jouets des marques de Disney dont La Reine des neiges, Cendrillon, La Petite Sirène, Vaiana parmi les Lego Disney et des Star Wars.

## Liste des sets

### Sous Minifigures
| Nom original              | Nom français             | no de référence | Date de sortie | Nbr de pièces | Figurines | Tiré du/des film(s) |
| ------------------------- | ------------------------ | --------------- | -------------- | ------------- | --- | --- |
| Minifigures Disney Series | Minifigures Série Disney | 71012           | mai 2016       | 112           | Stitch, Alien, Buzz l'Éclair, Aladdin, Génie, Maléfique, Alice, Chat du Cheshire, Daisy Duck, Donald Duck, Minnie Mouse, Mickey Mouse, M. Indestructible, Syndrome, Peter Pan, Capitaine Crochet, Ursula, Ariel | Lilo et Stitch, Toy Story, Aladdin, Maléfique, Alice au pays des merveilles, Les Indestructibles, Peter Pan, La Petite Sirène |

### Sous Juniors
| Nom original                     | Nom français                   | no de référence | Date de sortie | Nbr de pièces | Figurines                     | Tiré du/des film(s) |
| -------------------------------- | ------------------------------ | --------------- | -------------- | ------------- | ----------------------------- | ------------------- |
| Anna and Elsa's frozen playgroud | L'aire de jeu d'Anna et d'Elsa | 10736           | décembre 2016  | 94            | Anna, Elsa, Ourson polaire    | La Reine des neiges |
| Snow White's Forest Cottage      | Le chalet de Blanche-Neige     | 10738           | juin 2017      | 67            | Blanche-Neige, Écureuil, Faon | Disney Princess     |

### Sous Disney
| Nom original                   | Nom français                        | no de référence | Date de sortie     | Nbr de pièces | Figurines | Tiré du/des film(s) |
| ------------------------------ | ----------------------------------- | --------------- | ------------------ | ------------- | --- | --- |
| The Disney Castle              | Le château Disney                   | 71040           | 1er septembre 2016 | 4 080         | Daisy Duck, Donald Duck, Minnie Mouse, Mickey Mouse, Fée Clochette                                                                 | Fantasia, Aladdin, La Belle au bois dormant, La Belle et la Bête, Blanche-Neige et les Sept Nains, Cendrillon, La Princesse et la Grenouille, Rebelle |
| Berry's Kitchen                | La cuisine de Pomme                 | 41143           | décembre 2016      | 61            | Pomme | Palace Pets (série d'accessoires pour animaux de compagnies Disney Princess, tiré de Blanche-Neige et les Sept Nains)                                 |
| Petite's Royal Stable          | L'écurie royale de Rose             | 41144           | décembre 2016      | 75            | Rose | (série d'accessoires pour animaux de compagnies Disney Princess, tiré de La Belle et la Bête)                                                         |
| Anna's Snow Adventure          | L'aventure enneigée d'Anna          | 41147           | décembre 2016      | 153           | Anna, Cheval | La Reine des neiges |
| Elsa's Magical Ice Palace      | Le palais des glaces magique d'Elsa | 41148           | décembre 2016      | 701           | Elsa, Anna, Olaf (en), Guimauve, 4 Mini-bonshommes de neige                                                                        | La Reine des neiges |
| Moana’s Island Adventure       | L'aventure sur l'île de Vaiana      | 41149           | décembre 2016      | 205           | Vaiana | Vaiana : La Légende du bout du monde |
| Moana’s Ocean Voyage,          | Le voyage en mer de Vaiana          | 41150           | décembre 2016      | 307           | Vaiana, Maui | Vaiana : La Légende du bout du monde |
| Silent Mary                    | Silent Mary                         | 71042           | 1er avril 2017     | 2 294         | Jack Sparrow, Henry, Carina, Capitaine Salazar, Lieutenant Lesaro, Officier Magda, Officier Santos, Figure de proue du Silent Mary | Pirates des Caraïbes : La Vengeance de Salazar |
| Ariel and the magical spell    | Ariel et le sortilège magique       | 41145           | juin 2017          | 222           | Ariel, Ursula, Polochon | Disney Princess |
| Cinderella's Enchantés Evening | La soirée magique                   | 41146           | juin 2017          | 350           | Cendrillon, Marraine fée, Cheval, Souris                                                                                           | Disney Princess |